# Homarinus capensis
La langosta del Cabo, Homarinus capensis, es una especie de langosta pequeña que vive frente a las costas de Sudáfrica, desde la isla de Dassen hasta Haga Haga. Sólo se conocen unas pocas docenas de ejemplares, en su mayoría regurgitados por peces que viven en los arrecifes. Vive en arrecifes rocosos, y se cree que pone huevos grandes que tienen una fase larvaria corta, o que eclosionan directamente como juveniles. La especie alcanza una longitud total de 10 cm (3,9 pulgadas) y se parece a una pequeña langosta europea o americana; anteriormente se incluía en el mismo género, Homarus, aunque no está muy estrechamente relacionado con esas especies, y ahora se considera que forma un género separado y monotípico: Homarinus. Sus parientes más cercanos son los géneros Thymops y Thymopides.

## Distribución y ecología
La langosta del Cabo es endémica de Sudáfrica. Está presente desde la isla de Dassen, en el Cabo Occidental, al oeste, hasta Haga Haga, en el Cabo Oriental, al este, una distancia de 900 kilómetros. La mayoría de los ejemplares conocidos fueron regurgitados por peces capturados en arrecifes a profundidades de 20-40 metros (66-131 pies). Esto sugiere que la langosta del Cabo habita sustratos rocosos, y puede explicar su aparente rareza, ya que tales zonas no son susceptibles de dragado o arrastre, y la especie puede ser demasiado pequeña para ser retenida por las trampas para langostas.

## Descripción
Homarinus capensis es considerablemente más pequeña que las grandes langostas del norte del océano Atlántico, Homarus gammarus (la langosta europea) y Homarus americanus (la langosta americana), con una longitud total de 8-10 centímetros (3.1-3.9 in), o una longitud de caparazón de 4-5 cm (1.6-2.0 in).Las descripciones de la coloración de H. capensis son muy variables, desde leonado, rojo o amarillo hasta "un oliva bastante oscuro", similar a Homarus gammarus.
Homarinus y Homarus se consideran los géneros más plesiomórficos de la familia Nephropidae.Sin embargo, la langosta del Cabo difiere de Homarus en varios caracteres. El rostro de la langosta del Cabo es aplanado, mientras que el de Homarus es redondeado y se curva hacia arriba en la punta. Los tres pares de pinzas de Homarinus están cubiertas de pelos, mientras que las de Homarus carecen de pelos. El telson se estrecha a lo largo en Homarus, pero tiene lados casi paralelos en Homarinus. Aunque no se han recogido hembras con huevos, los gonoporos (aberturas de los oviductos) de las hembras de langosta del Cabo son mucho mayores que los de Homarus gammarus y Homarus americanus.Se cree que esto indica que Homarinus pone menos huevos y más grandes que Homarus, y que o bien las larvas se convierten rápidamente en juveniles tras la eclosión, o bien los huevos eclosionan directamente en juveniles.

## Taxonomía y evolución
La langosta del Cabo es una especie escurridiza y rara, de la que sólo se han recogido catorce ejemplares entre 1792 (fecha de su primera descripción) y 1992. Entre ellos, cinco machos en las colecciones del Museo Sudafricano (Ciudad del Cabo), dos en el Museo de Historia Natural (Londres), uno en cada uno de los museos de East London, el Rijksmuseum van Natuurlijke Historie (Leiden) y el Albany Museum (Grahamstown), y un macho y una hembra en el Muséum national d'histoire naturelle (París). En 1992, se descubrió una langosta del Cabo en la isla de Dassen, y la publicidad que generó el hallazgo hizo que se informara de la existencia de más de 20 especímenes adicionales.
La langosta del Cabo fue descrita por primera vez por Johann Friedrich Wilhelm Herbst en 1792 como Cancer (Astacus) capensis. Johan Christian Fabricius la describió independientemente en 1793 como Astacus flavus, posiblemente basándose en el mismo espécimen tipo. Cuando Friedrich Weber creó el género Homarus en 1795, incluyó en él la especie de Fabricius, pero los autores posteriores no siguieron esta clasificación. La especie alcanzó su clasificación actual en 1995, cuando Irv Kornfield, Austin B. Williams y Robert S. Steneck crearon el género monotípico Homarinus.
Aunque los análisis morfológicos sugieren una estrecha relación entre Homarinus y Homarus, los análisis moleculares con ADN mitocondrial revelan que no son taxones hermanos. Ambos géneros carecen de ornamentación, como espinas y carenas, pero se cree que han alcanzado ese estado de forma independiente, a través de una evolución convergente. El pariente vivo más cercano de Homarus es Nephrops norvegicus, mientras que los parientes más cercanos de Homarinus son Thymops y Thymopides.